# Simodactylus guttatus
Simodactylus guttatus is een keversoort uit de familie van de kniptorren (Elateridae). De wetenschappelijke naam van de soort is voor het eerst geldig gepubliceerd in 1878 door Ernest Candèze.